# Second Chance (film, 1947)
Pour plus de détails, voir Fiche technique et Distribution.
Second Chance est un film américain réalisé par James Tinling, sorti en 1947.

## Synopsis
Deux petits voleurs de bijoux décident de s'associer à un gang plus puissant pour dérober la somme d'un million de dollars. Malgré leur alliance, la police parait toujours avoir un train d’avance sur leur opération et bientôt des soupçons commencent à peser sur le duo.

## Fiche technique
- Titre : Second Chance
- Réalisation : James Tinling
- Assistant-réalisateur : Paul Wurtzel
- Scénario : Arnold Belgard d'après une histoire originale de Lou Breslow et John Patrick
- Photographie : Benjamin H. Kline
- Montage :  Frank Baldridge, William F. Claxton (superviseur du montage)
- Musique : R. Dale Butts
- Direction artistique : Eddie Imazu
- Décors : Fay Babcock
- Costumes :
- Son :  Max M. Hutchinson
- Producteur : Sol M. Wurtzel
- Producteur associé : Howard Sheehan
- Société de production : Sol M. Wurtzel Productions
- Société de distribution : Twentieth Century Fox
- Pays de production :  États-Unis
- Langue : Anglais américain
- Métrage : 1 719 m (7 bobines)
- Format : Noir et blanc — 35 mm — 1,37:1 — Son : Mono (Western Electric Recording)
- Genre : Film dramatique, Film policier
- Durée : 63 minutes (1 h 3)
- Dates de sortie : 
  - États-Unis : 18 juin 1947
  - Mexique : 7 septembre 1949

## Distribution
- Kent Taylor : Kendal Wolf
- Louise Currie (en) : Joan Summers
- Dennis Hoey : Roger Elwood
- Larry J. Blake : Det. Sgt. Sharpe
- Ann Doran : Doris Greene
- John Eldredge : Conrad Martyn
- Paul Guilfoyle : Nick
- William Newell : Pinky
- Guy Kingsford : Jerry
- Charles Flynn : Sam
- Eddie Fetherston : Bart
- Francis Pierlot : J.L. Montclaire
- Betty Compson : Mme Davenport
- Edwin Maxwell : M. Davenport
- Archie Twitchell  : Barker